# 1995 QE2
1995 QE2 är en asteroid i huvudbältet som upptäcktes 26 augusti 1995 av den amerikanske astronomen Timothy B. Spahr vid Catalina Station.
Asteroiden har en diameter på ungefär 11 kilometer.